# 갑상선가젤

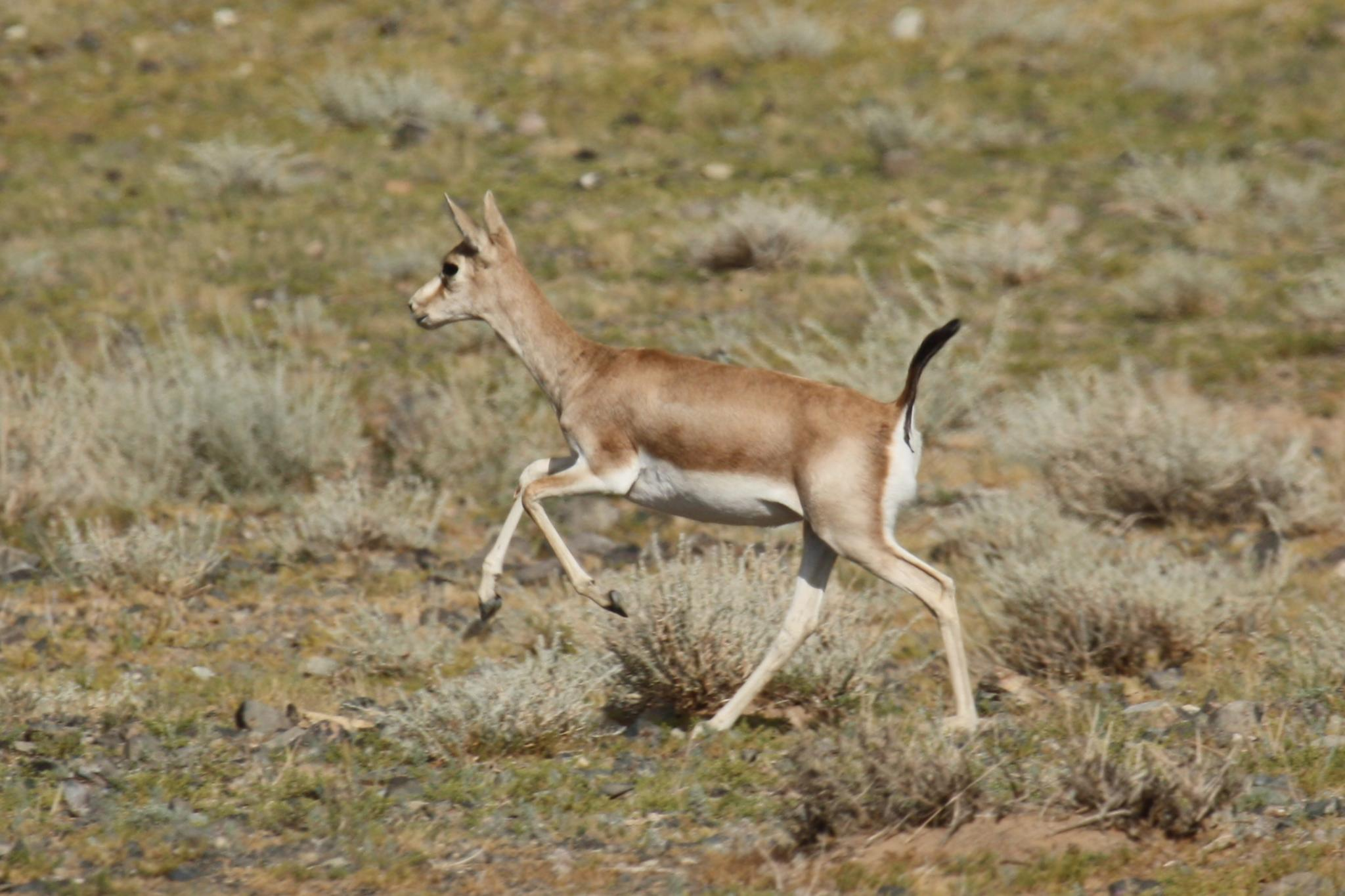
갑상선가젤 암컷

갑상선가젤(학명: Gazella subgutturosa)은 가젤의 일종이다. 몸길이 95~125cm이며, 몸무게 20~40kg이다. 번식기 중 수컷은 후두가 부풀어 오르는데, 이것 때문에 갑상선가젤이란 이름이 붙었다. 풀과 나뭇잎을 먹고, 최고시속 60km이다. 소아시아에서 몽골까지 분포한다. 뿔과 가죽을 얻으려는 밀렵꾼과 서식지 감소 때문에 위험에 처해 있다.